# Шишкова, Мария
Мария Сыбева Шишкова-Стоянова (болг. Мария Събева Шишкова-Стоянова; род. 21 сентября 1953, Генерал-Тошево, Добричская область) — болгарская легкоатлетка, специалистка по бегу на короткие дистанции. Выступала за сборную Болгарии по лёгкой атлетике в конце 1970-х — начале 1980-х годов, обладательница серебряной медали Всемирной Универсиады, чемпионка Балкан, чемпионка Болгарии, участница летних Олимпийских игр в Москве.

## Биография
Мария Шишкова родилась 21 сентября 1953 года в городе Генерал-Тошево, Болгария. Занималась лёгкой атлетикой в Плевене, представляла местный клуб «Спартак Плевен». Позднее состояла в «Академике» и «Славии» из Софии.
Первого серьёзного успеха на международном уровне добилась в сезоне 1977 года, когда вошла в состав болгарской сборной и выступила на домашней Всемироной Универсиаде в Софии, где вместе с соотечественницами стала серебряной призёркой в зачёте эстафеты 4 × 100 метров (стартовала только на предварительном квалификационном этапе).
В 1978 году бежала 60 метров на чемпионате Европы в помещении в Милане, с личным рекордом 7,49 остановилась на стадии полуфиналов.
В 1979 году принимала участие в Кубке Европы в Турине, в эстафете 4 × 100 метров заняла четвёртое место.
В 1980 году стала чемпионкой Болгарии на дистанции 100 метров. На домашних Балканских играх в Софии выиграла серебряную медаль в беге на 100 метров, установив при этом личный рекорд 11,25, и одержала победу в беге на 200 метров. Благодаря череде успешных выступлений удостоилась права защищать честь страны на летних Олимпийских играх в Москве — в дисциплине 100 метров дошла до полуфинала, тогда как в программе эстафеты 4 × 100 метров совместно с Софкой Поповой, Лиляной Панайотовой и Галиной Пенковой показала в финале четвёртый результат.
После московской Олимпиады Шишкова больше не показывала сколько-нибудь значимых результатов в лёгкой атлетике на международной арене.